# Rhinella nicefori
Rhinella nicefori és una espècie de gripau de la família Bufonidae. És endèmica de Colòmbia. El seu hàbitat natural són els prades tropicals o subtropicals a gran altitud. Està amenaçada d'extinció.